# Charles Harford Lloyd
Pour les articles homonymes, voir Lloyd.
Charles Harford Lloyd est un organiste et compositeur britannique né à Thornbury (Gloucestershire) le 16 octobre 1849 et mort à Slough le 16 octobre 1919.

## Biographie
Charles Harford Lloyd naît le 16 octobre 1849 à Thornbury (Gloucestershire),,.
Il étudie à la Thornbury Grammar School et à la Rossall School avant d'entrer à Magdalen Hall (aujourd'hui Hertford College) à Oxford en octobre 1868. Au sein de l'université, il obtient un Bachelor of Music en 1871, un Bachelor of Arts en 1872, un Master of Arts en 1875, un Doctorat en musique en 1892, et participe à la fondation de l'Oxford University Musical Club, qu'il préside,,.
En 1876, Lloyd est nommé organiste de la cathédrale de Gloucester. Personnalité musicale de la ville de Gloucester, il y dirige le Three Choirs Festival en 1877 et 1880 ainsi que la Gloucester Choral Society et la Gloucestershire Philharmonic Society,.
À compter de 1882, il occupe ensuite à Oxford les mêmes fonctions d'organiste (à la cathédrale Christ Church), de chef de chœur (dirigeant l'Oxford Choral Society) et de chef d'orchestre (à la tête de l'Oxford Symphony Concerts), puis enseigne la composition et l'orgue au Royal College of Music de Londres à partir de 1887,.
En 1892, Charles Harford Lloyd devient directeur de la musique et professeur à Eton College,.
De 1914 à sa mort, il est organiste de la Chapelle royale de St. James,,.
Charles Harford Lloyd meurt le 16 octobre 1919 à Slough,,.

## Œuvre
Son œuvre consiste en, :
- plusieurs cantates :
  - Hero and Leander (Worcester, 1884) ;
  - Song of Balder (Hereford, 1885) ;
  - Andromeda (Gloucester, 1886) ;
  - The Gleaner's Harvest (1888) ;
  - A Song of Judgment (Hereford, 1891) ;
  - The Ballad of Sir Ogie and Lady Elsie (Hereford, 1894).
- The Souls of the Righteous, motet (1901) ;
- A Hymn of Thanksgiving (1897) ;
- musique de scène pour Alceste d'Euripide, pour chœur d'hommes, instruments à vent et harpe (1881) ;
- The Longbeard's Saga, pour chœur d'hommes et orchestre (1887) ;
- Magnificat et Nunc dimittis pour soli, chœur et orgue (1880) ;
- 7 Services ;
- Concerto pour orgue (1895) et d'autres œuvres pour orgue ;
- des pièces pour piano et de musique de chambre.